# Perioada Yayoi
Perioada Yayoi (弥生時代 Yayoi-jidai?) este o perioadă din istoria arhipelagului japonez, cu excepția insulelor Okinawa și Hokkaidō, dintre cca. 300 î.e.c. și cca. 300 e.c.. Perioada Yayoi a urmat după Perioada Jōmon și a precedat Perioada Kofun. Perioada coincide cu epoca bronzului și epoca fierului din periodizarea occidentală.
Această perioadă se caracterizează prin apariția de tehnici noi în ceramică, trecerea la cultivarea intensivă a orezului în terenuri umede, dezvoltarea metalurgiei prin introducerea tehnicilor de prelucrare a fierului și bronzului, și crearea primelor formațiuni prestatale. Descoperirile arheologice sugerează că un aflux de argicultori de pe continent către insulele japoneze a asimilat și a înlocuit cultura precedentă de vânători-culegători aborigeni (cultura Jōmon).

## Cronologia Perioadei Yayoi (cca. 300 i.e.n. - cca. 300 e.n.)
290-215 i.e.n. - Domnia împăratului legendar Korei.
214-158 i.e.n. - Domnia împăratului legendar Kogen.
158-98 i.e.n. - Domnia împăratului legendar Kaika.
97-30 i.e.n. - Domnia împăratului legendar Sujin.
29 i.e.n. - 70 e.n. - Domnia împăratului legendar Suinin.
71-130 - Domnia împăratului legendar Keiko.
131-190 - Domnia împăratului legendar Seimu.
192-200 - Domnia împăratului legendar Chuai.
201-269 - Domnia regentei Jingo-Kogo (soția lui Chuai).